# Récollet
De Récollet is een Franse kaas afkomstig uit Lotharingen.
De Récollet is een zachte kaas gemaakt van koemelk. De kaas heeft het meeste weg van een Carré de l’Est.